# Pale Blue Eyes
Pale Blue Eyes è un brano musicale del gruppo rock statunitense The Velvet Underground composto da Lou Reed; appare nell'album The Velvet Underground del 1969.

## Il brano
Si tratta di una canzone d'amore scritta da Lou Reed. Dedicata al suo primo amore adolescenziale Shelley Albin, con la quale Reed intraprese una relazione. Anche se le iridi degli occhi della Albin erano in realtà color nocciola, come racconta Reed nel suo libro Between Thought and Expression, l'autore optò per il colore celeste ("pale blue") poiché si addiceva meglio ai versi della canzone.
La canzone originale ha cinque strofe. La prima strofa recita: «Sometimes I feel so happy; sometimes I feel so sad». Il ritornello ripete: «Linger on your pale blue eyes».
Il significato del testo è tanto profondo e personale che Sterling Morrison, quando Reed la suonò davanti a lui per la prima volta, gli disse:
(Sterling Morrison)

## Cover
Nel corso degli anni, Pale Blue Eyes è stata reinterpretata da numerosi artisti, tra i quali:
- Patti Smith dal vivo in concerto negli anni settanta.
- Edwyn Collins & Paul Quinn su singolo nel 1984.
- I R.E.M. inserirono una cover del brano nel loro album del 1987 intitolato Dead Letter Office.
- Le Hole eseguirono il brano dal vivo al Whisky a Go Go nel febbraio 1992.[2] La versione delle Hole include un testo modificato ma mantiene inalterati il ritornello e la progressione degli accordi. La registrazione è stata inclusa nel primo EP della band, Ask for It (1995).
- Marisa Monte sul suo album Rose and Charcoal.
- I Counting Crows dal vivo in concerto nel 2003 ed in seguito.
- I The Kills incisero il brano nel 2010, pubblicandolo come B-side all'inizio del 2012.[3]
- G. Love sull'album Fixin' To Die del 2011.
- Una versione solo strumentale della canzone è stata utilizzata nella colonna sonora del film diretto da Julian Schnabel intitolato Lo scafandro e la farfalla del 2007.[4]
- Soap&Skin nome d'arte di Anja Franziska Plaschg l'ha eseguita dal vivo nella data italiana al Parco Massari a Ferrara il giorno 20 luglio 2012 in occasione della manifestazione "Ferrara sotto le stelle".
- Una versione è stata cantata live da Richard Strange, Peter Capaldi e Sarah Jane Morris durante Hibrow, la serie di conferenze tenute dallo stesso Strange[5].